# Dead
 Denne artikel omhandler en svensk sanger. Opslagsordet har også en anden betydning, se Dead (album).
Per Yngve Ohlin (16. januar 1969 – 8. april 1991), også kaldet Dead var en svensk vokalist som var bedst kendt for sit arbejde med det norske black metal-band Mayhem. Han havde også optrådt med bandet Morbid på deres demo December Moon. D. 8. april 1991 begik Dead selvmord ved at skyde sig selv i hovedet med et haglgevær. Hans medmusiker Euronymous fandt ham.